# حسن حمدی
حسن حمدی (انگلیسی: Hassan Hamdy؛ زادهٔ ۲ اوت ۱۹۴۹) یک بازیکن فوتبال اهل مصر است.
از باشگاه‌هایی که در آن بازی کرده‌است می‌توان به باشگاه ورزشی الاهلی مصر اشاره کرد.